# Makassarolie

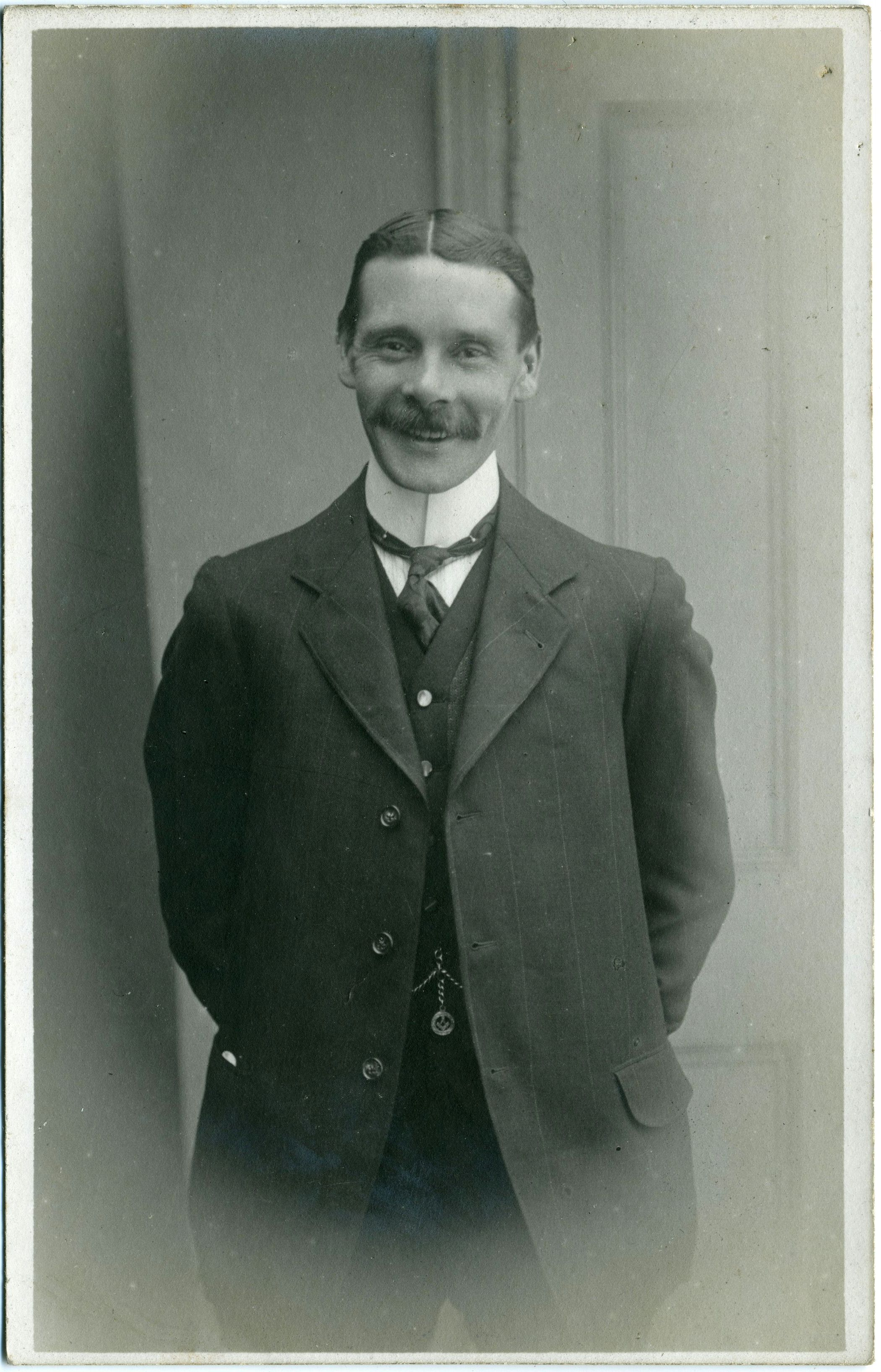
Een man met makassarolie in het haar.

Makassarolie is een samengestelde welriekende olie, die voornamelijk als hairconditioner gebruikt werd door mannen in de 19e en begin 20e eeuw om het haar te verzorgen en te stileren.
Makassarolie wordt vaak gemaakt van kokosolie, palmolie of olie van de Schleichera oleosa, vermengd met ylang-ylangolie en andere geurige oliën. Ook worden canangabloemen geweekt in de olie. De olie werd zo genoemd, omdat de ingrediënten die nodig waren om de olie te vervaardigen, werden ingekocht in de haven van Makassar (het huidige Indonesië). 
Om vetvlekken te voorkomen in de bekleding van stoelen en banken, werd de antimakassar ontwikkeld. Dit is een klein doekje, dat over de rug van een stoel gelegd wordt om de bekleding te beschermen.